# Albert Frère
Albert Frère (Fontaine-l'Évêque, 4 febbraio 1926 – Bruxelles, 3 dicembre 2018) è stato un imprenditore belga, considerato uno degli uomini più ricchi del suo paese.

## Biografia
Frère nasce in Belgio da un mercante di chiodi, che aiutò nella sua attività sin da quando era ragazzo. Rimasto orfano all'età di diciassette anni, Frère ha dovuto abbandonare la scuola e gestire l'attività di famiglia per conto proprio. All'età di 30 anni, ha iniziato a investire in fabbriche di acciaio belghe, entro la fine degli anni Settanta ha praticamente il controllo dell'intero settore dell'acciaio nella regione di Charleroi. Avendo previsto la crisi siderurgica venuta alla fine degli anni Settanta vende le sue imprese allo Stato belga dopo la fusione con l'impresa siderurgica Cockerill concorrente per creare la Cockerill-Sambre.
Frère ha utilizzato i proventi di questa vendita per costruire un impero finanziario intorno alla holding svizzera Pargesa che ha fondato con l'investitore canadese Paul Desmarais. Pargesa ha assunto la holding belga Groupe Bruxelles Lambert nel 1982 e nel corso dell'anno ha aggiunto partecipazioni significative in società belghe come Petrofina, Royale Belge Assurances, Compagnie Luxembourgoise de Télédiffusion e Tractebel. Ha promosso il consolidamento internazionale dei settori in cui è stato coinvolto, vendendo Banque Bruxelles Lambert a ING Group, Royale Belge ad AXA, Tractebel a Suez, Petrofina a Total SA, e RTL a Bertelsmann.
Frère è sposato e ha tre figli. Nel 2002, ha ricevuto il titolo di barone dal re del Belgio Alberto II. È co-proprietario, insieme a Bernard Arnault, di LVMH e della cantina Château Cheval Blanc nei pressi di Bordeaux.